# Valduggia
Valduggia est une commune italienne de la province de Verceil dans la région Piémont en Italie.

## Administration
| Période                                  | Période | Identité | Étiquette | Qualité |
| ---------------------------------------- | ------- | -------- | --------- | ------- |
|                                          |         |          |           |         |
| Les données manquantes sont à compléter. |         |          |           |         |

## Frazioni
Rastiglione, Zuccaro, Orsanvenzo, Cereto, Colma di Valduggia, Arlezze, Castagnola, Sorzano, Crabia Inferiore, Cantone, Rasco, Soliva, Maretti, Orlonghetto, Lebbia, Orcarale

### Communes limitrophes
Boca, Borgosesia, Cellio, Gargallo, Grignasco, Madonna del Sasso, Maggiora, Orta San Giulio, Pogno, Soriso